# Óblast de Kubán
El óblast de Kubán (Кубанская область) fue una unidad administrativa del Imperio ruso establecida en el Cáucaso norte de 1860 a 1918, donde se establecen los cosacos de Kubán, en la cuenca del río Kubán. En la región histórica homónima. Al norte llegan hasta el Limán (marismas) del río Yeya, y al sur hasta el macizo principal del Cáucaso, llegando a las faldas del monte Elbrús. Cuya capital era Ekaterinodar.
Tiene un área de 94.360 km² (82.909 verstas²), es decir una quinta parte de todo el macizo caucásico. En 1896 se segrega del óblast de Kubán la gobernación del Mar Negro.

## Historia

Óblast de Kubán

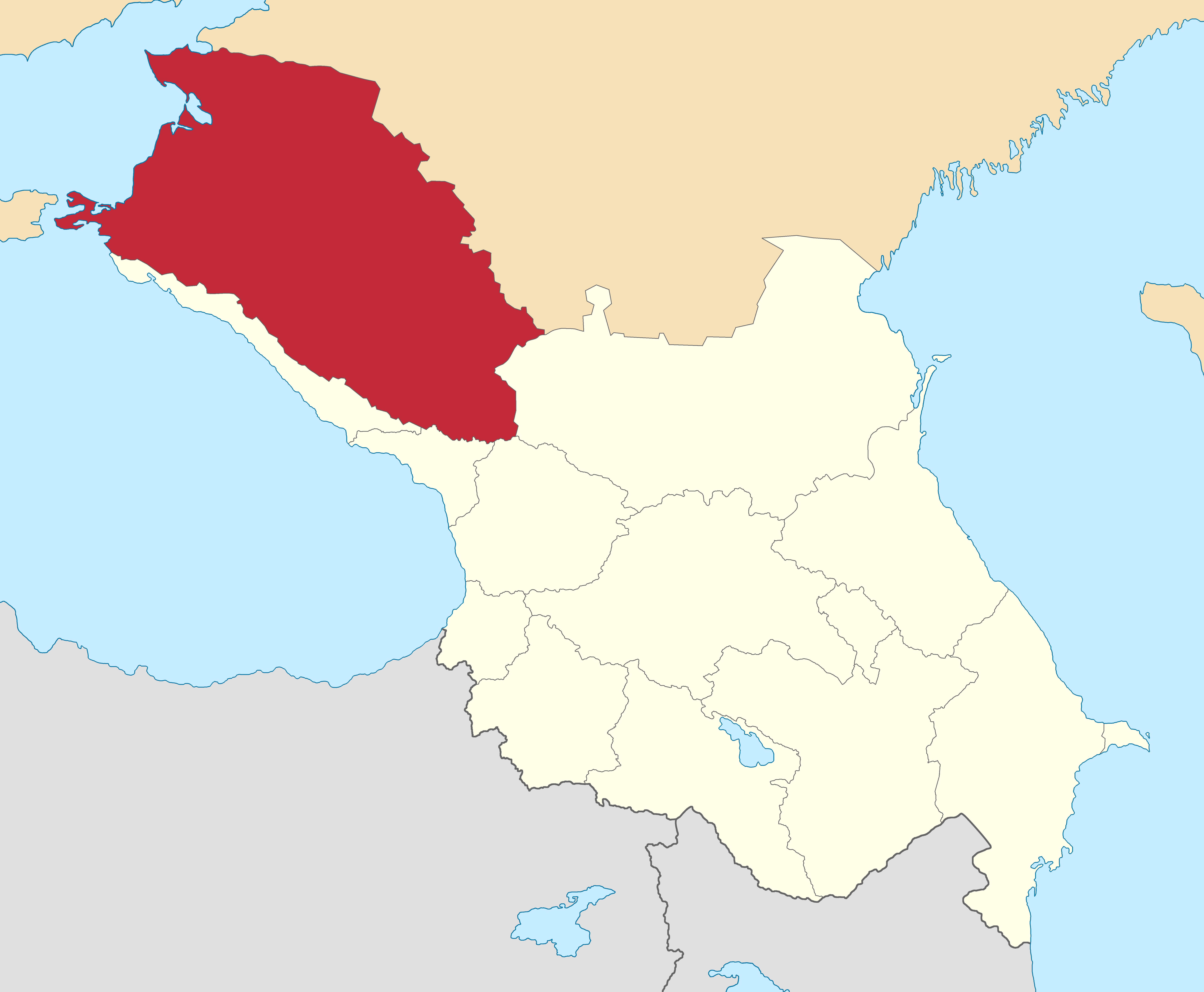
Óblast de Kubán en el Virreinato del Cáucaso.

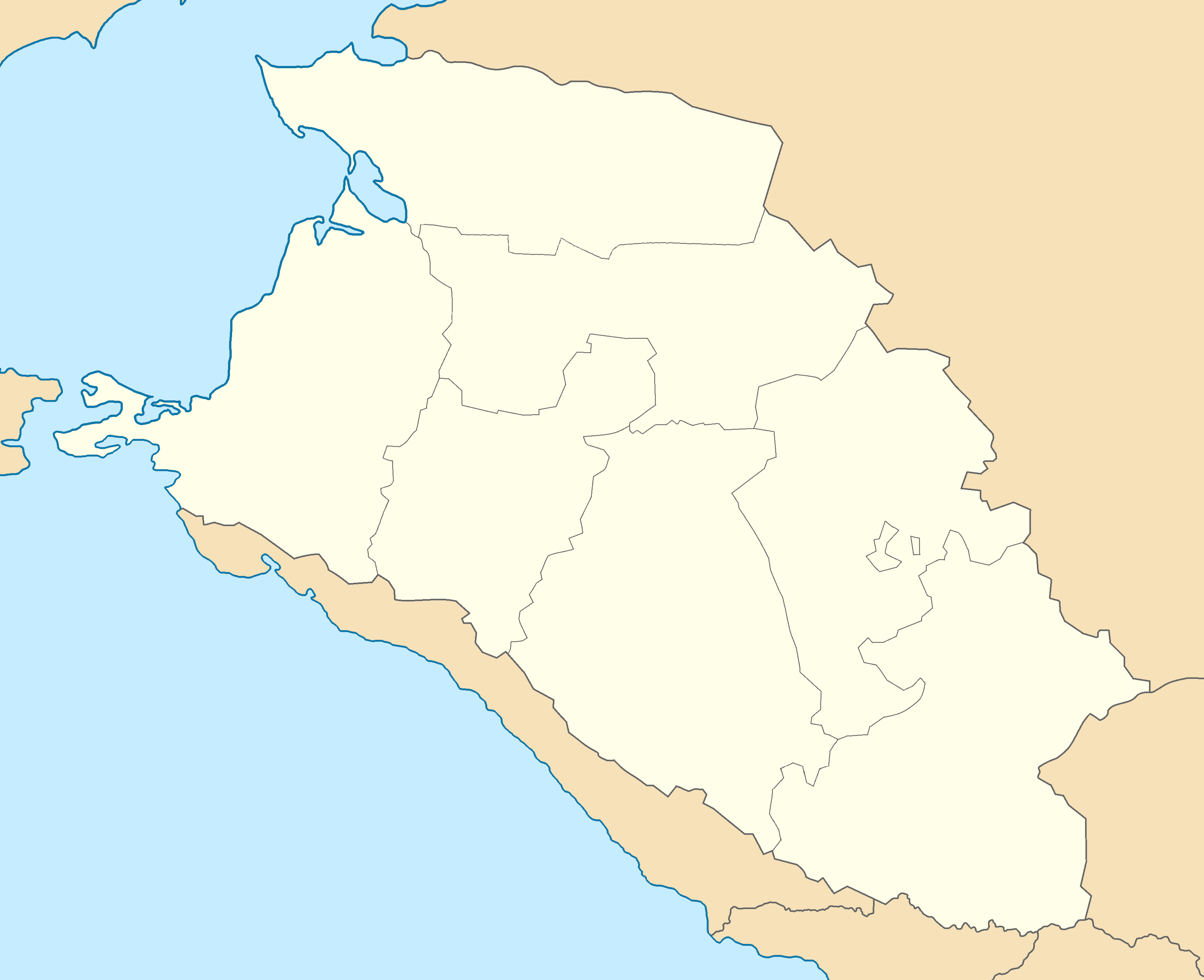
Organización Territorial del Óblast de Kubán.

| Fechas              |                     | Sucesos | Capital                                                                         |
| 1788                | 1860                | Territorio militar cosaco del Mar Negro (Черноморской казачье войско) | Ekaterinodar (1794-1860)                                                        |
| Octubre de 1832     | Noviembre de 1860   | Territorio Militar Cosaco de la Línea del Cáucaso (кавказкое линейнеое казачье войско) | Ekaterinodar                                                                    |
| 1860                | 1918                | Se separa el territorio en el Territorio Militar Cosaco de Tersk (Терское казачье войско (Терская область)) y el Territorio Militar Cosaco de Kubán (Кубанское казачье войско (Кубанская область)), formándose el Óblast de Kubán con los territorios de Kubán, Mar Negro y la Línea de Territorio Militar Cosaco del Cáucaso. | Ekaterinodar (capital del Óblast).                                              |
| 16/02/1918          | Abril de 1918       | República de Kubán (КУБАНСКАЯ РЕСПУБЛИКА) |                                                                                 |
| Abril de 1918       | 28/05/1918          | República Soviética de Kubán (КУБАНСКАЯ СОВЕТСКАЯ РЕСПУБЛИКА) | Ekaterinodar                                                                    |
| 25/05/1918          | Julio de 1918       | República Soviética de Kubán-Mar Negro (КУБАНО-ЧЕРНОМОРСКАЯ РЕСПУБЛИКА) | Ekaterinodar                                                                    |
| Julio de 1918       | 11/01/1919          | República Soviética del Norte del Cáucaso (СЕВЕРО-КАВКАЗСКАЯ СОВЕТСКАЯ РЕСПУБЛИКА) | Ekaterinodar (julio/agosto de 1918) y Piatigorsk (agosto de 1918 - 11/01/1919). |
| Diciembre de 1919   | Marzo de 1920       | Óblast del Cáucaso Norte (СЕВЕРО-КАВКАЗСКАЯ ОБЛАСТЬ) | Ekaterinodar                                                                    |
| 07/12/1920          | 13/02/1924          | Óblast de Kubán-Mar Negro (КУБАНО-ЧЕРНОМОРСКАЯ ОБЛАСТЬ) | Ekaterinodar, cambiando el nombre a Krasnodar                                   |
| Desde el 13/09/1937 | Desde el 13/09/1937 | Krai de Krasnodar (КРАСНОДАРСКИЙ КРАЙ) | Krasnodar                                                                       |

| Inicio     | Final      | Gobernador                                                                                               |
| 19/11/1860 | 31/08/1861 | Atamán Lev Ivanovich Kusakov (Лев Иванович Кусаков)                                                      |
| 31/08/1861 | 23/08/1863 | Atamán Nikolay Agapovich Ivanov (Николай Агапович Иванов)                                                |
| 23/08/1863 | 3/02/1869  | Atamán Feliks Nikolaevich Sumarokov-Elston (Феликс Николаевич Сумароков-Эльстон)                         |
| 3/02/1869  | 14/06/1873 | Atamán Mijaíl Agrievich Tsakni (Михаил Аргирьевич Цакни)                                                 |
| 14/06/1873 | 23/04/1882 | Atamán Nikolay Nikolaevich Karmalin (Николай Николаевич Кармалин)                                        |
| 28/01/1882 | 8/02/1884  | Atamán Sergey Aleseevich Sheremetev (Сергей Алексеевич Шереметев)                                        |
| 24/03/1884 | /01/1892   | Atamán Goergiy Alekseevich Leonov (Георгий Алексеевич Леонов)                                            |
| /01/1892   | /10/1904   | Atamán Yakov Dmitrievich Malama (Яков Дмитриевич Малама)                                                 |
| /10/1904   | 23/03/1906 | Atamán Dmitry Aleksandrovich Odintsov (Дмитрий Александрович Одинцов)                                    |
| /03/1906   | /02/1908   | Atamán Nikolay Ivanovich Mijaylov (Николай Иванович Михайлов)                                            |
| /02/1908   | 26/03/1917 | Atamán Mijaíl Pavlovich Babych (Михаил Павлович Бабыч)                                                   |
| 10/10/1917 | 1919       | Presidente del Soviet de Kubán, Nikolái Stepánovich Riabovol (Николай Степанович Рябовол)                |
|            | - /11/1917 | Presidente del Gobierno Militar Provisional Aleksandr Petróvich Filimónov (Александр Петрович Филимонов) |
| 11/11/1917 | /11/1919   | Aleksandr Petróvich Filimónov (Александр Петрович Филимонов)                                             |
| /11/1917   | /10/1919   | Presidente del Gobierno Regional de Kubán, Luka Yavréntievich Vych                                       |
| 28/02/1918 | -          | las tropas cosacas de Kubán abandonan la ciudad de Ekaterinodar                                          |
| 2/03/1918  | -          | Toma de la ciudad de Ekaterinodar por parte del Ejército rojo                                            |

### Kubán en la guerra civil rusa
Capítulo de Cosacos de Kubán
Durante la Revolución rusa de 1917 y la subsiguiente guerra civil rusa, los cosacos entraron en un conflicto de lealtades. En octubre de 1917 se forman simultáneamente la República Soviética de Kubán y el Rada Cosaca (consejo), y ambos proclamaron sus derechos sobre Kubán, declarando la Rada poco después la República de Kubán, pero poco después fue derrotada por las fuerzas bolcheviques. Aunque la mayoría de los cosacos apoyaron a la Rada, otros muchos se unieron a los bolcheviques, prometiéndoles autonomía.
En marzo de 1918, después de la exitosa ofensiva de Kornílov, la Rada de Kubán se pone bajo su autoridad. Sin embargo, después de su muerte en junio de 1918, una unión federativa es firmada con el Gobierno ucraniano del Hemán Pavlo Skoropadsky, después de lo cual, muchos cosacos vuelven a casa o son derrotados por los bolcheviques. Además, hubo una lucha interna entre los cosacos de Kubán entre los leales al “Ejército Ruso Voluntario” de Denikin y las fuerzas de la República Popular de Ucrania
El 6 de noviembre de 1919, las fuerzas de Denikin rodeó a la Rada, y con la ayuda del Atamán A. Filimónov, arrestaron a 10 de sus miembros, incluyendo al ucraniófilo P. Kurgansky, que era el presidente de la Rada, siendo públicamente ahorcado por traición. Muchos cosacos se unieron a Denikin y lucharon como soldados en el Ejército Voluntario. En diciembre de 1919, después de la derrota de Denikin, y se veía claro la toma de Kubán por parte de los bolcheviques, algunos grupos proucranianos intentaron restaurar la Rada y romper con el Ejército Voluntario, luchando contra los bolcheviques aliados con Ucrania, aunque a principios de 1920 el Ejército Rojo conquista la mayor parte de Kubán, derrotando tanto a la Rada como a Denikin.

## División administrativa
El Óblast estaba dividido en siete "Otdel" (отдел):
| N.º | Otdel                                    | Capital                                                                             | Superficie (km²) | población (Hab.) |
| --- | ---------------------------------------- | ----------------------------------------------------------------------------------- | ---------------- | ---------------- |
| 1   | Otdel de Batalpashinsk (Баталпашинский)  | Batalpashinsk-Cherkessk (Баталпашинск-Черкесск)                                     | 15 135,7         | 188.441          |
| 2   | Otdel de Yeysk (Ейский)                  | Stanitsa Umanskaya - Stanitsa Leningrádskaya (ст-ца Уманская-Ленинградск (станица)) | 11 190           | 248.319          |
| 3   | Otdel de Ekaterinodar (Екатеринодарский) | Ekaterinodar - Krasnodar (Екатеринодар - Краснодар)                                 | 8 346,5          | 187.374          |
| 4   | Otdel de Kavkázskaya (Кавказский)        | Stanitsa de Tijoretsk (ст-ца Тихорецкая)                                            | 6 550            | 260.447          |
| 5   | Otdel de Labinsk (Лабинский)             | Armavir (Армавир)                                                                   | -                | 262.863          |
| 6   | Otdel de Maikop (Майкопский)             | Maikop (Майкоп)                                                                     | -                | 232.853          |
| 7   | Otdel de Temriuk (Темрюкский)            | Temriuk (Темрюк)                                                                    | -                | 316.236          |

## Demografía
Sobre la base de los datos definitivos del censo de 1897 en el óblast de Kubán, determina la población en 1.918.881 habitantes, 973.023 hombres y 945.858 mujeres. La configuración por nacionalidades es:
| rusos, ucranianos y bielorrusos | alemanes   | judíos    | griegos    | armenios   | kabardianos | circasianos | abjasios   | karacháis  | otros |
| ------------------------------- | ---------- | --------- | ---------- | ---------- | ----------- | ----------- | ---------- | ---------- | ----- |
| 1737908 hab.                    | 20778 hab. | 1942 hab. | 20137 hab. | 13926 hab. | 14340 hab.  | 38488 hab.  | 12481 hab. | 26877 hab. |       |

### Evolución de la población entre 1872 y 1915 en el óblast de Kubán[5]
| 1872-1874  | 1883-1884   | 1894        | 1897        | 1915        | verstas2  |
| ---------- | ----------- | ----------- | ----------- | ----------- | --------- |
| 831.7 hab. | 1160.9 hab. | 1791.3 hab. | 1918.9 hab. | 2598.2 hab. | 83.3 Vst2 |

### Distribución étnica de la población por subdiviciones territoriales del óblast de Kubán en el año 1881[6]
| División territorial | rusos  | armenios | griegos | alemanes | montañeses | karacháis |
| -------------------- | ------ | -------- | ------- | -------- | ---------- | --------- |
| Temriuk              | 98.0 % |          | 1.5 %   |          | 0.5 %      |           |
| Eisk                 | 99.0 % |          |         | 1.0 %    |            |           |
| Ekaterinodar         | 86.0 % |          |         |          | 14.0 %     |           |
| Maikop               | 76.5 % |          |         | 1.0 %    | 22.5 %     |           |
| Batalpashinsk        | 71.8 % | 2.0 %    |         | 0.3 %    |            | 26.0 %    |